# François-Marie de Broglie
François-Marie de Broglie, francoski maršal, * 11. januar 1671, † 22. maj 1745.
Poleg vojaške kariere (služil je v španski, poljski in avstrijski nasledstveni vojni) je deloval kot diplomat (leta 1724 postal veleposlanik v Angliji) in politik (bil generalni guverner Alzacije). Za svoje zasluge je bil povzdignjen v maršala Francije (1734) in v vojvodo Broglieja (1742).